# ميخائيل ملك رومانيا
ميخائيل الأول ملك رومانيا (25 أكتوبر 1921، سينايا، رومانيا - 5 ديسمبر 2017) هو آخر ملوك رومانيا تولى حكم رومانيا مرتين (1927-1930) و(1940-1947).

## حياته

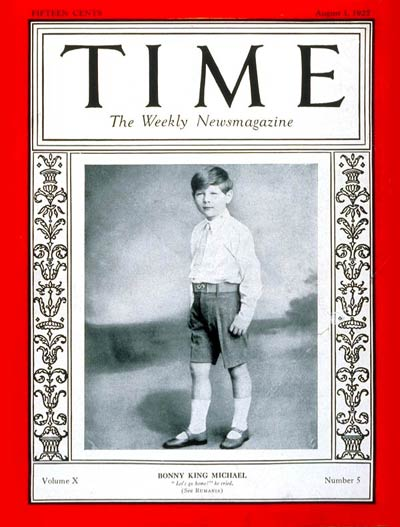
ميخائيل على غلاف مجلة تايم في 1 أغسطس 1927، عند توليه الحكم لأول مرة.

- ميخائيل هو ابن الملك كارول الثاني ملك رومانيا (1930-1940)، وبذلك فإنه تولى الملك لأول مرة عام 1927 وهو في السادسة من عمره قبل أن يتولى والده نفسه الحكم، وبقي في هذا المنصب حتى عام 1930.
- في عام 1940، أثناء الحرب العالمية الثانية، قامت المجر باحتلال إقليم ترانسيلفانيا من رومانيا، مما أدى إلى نشوب أزمة سياسية، مما أدى إلى توسط الزعيم الألماني أدولف هتلر بينهما لحل هذه الأزمة، ولم يكن هتلر وسيطاً نزيهاً، فعندما حضر وزير الخارجية الروماني ميهاي مانويليسكو [الإنجليزية] إلى ألمانيا في 30 أغسطس 1940 لحضور مؤتمر حول هذا الخلاف، قدم له النازيون خريطة توضح أحقية المجريين في الاستيلاء على ذلك الإقليم، فاضطر مرغماً لقبول بذلك، وأدى هذا إلى تنحي الملك كارول في 6 سبتمبر عن عرشه لصالح ابنه ميخائيل الذي يبلغ الآن ثمانية عشر عاماً.
- في عهد ميخائيل اشتركت رومانيا في الحرب ضد الاتحاد السوفيتي وشاركت قواتها في عملية بارباروسا، ومعركة ستالينغراد، كما تعرضت حقول نفطها، خصوصا في مدينة بلويشت، للغارات الجوية من طائرات الحلفاء الغربيين، وفي أبريل 1944 دخلت القوات الروسية رومانيا وفي 30 أغسطس دخلت العاصمة بوخارست، ثم طلب الملك ميخائيل من الألمان الخروج، وأعلنت رومانيا استسلامها للسوفيت.
- في عام 1947 بعد عامين من انتهاء الحرب لم يطق الملك ميخائيل النفوذ القوي الذي كان السوفيت يمارسونه على بلده، فاضطر للتنحي في 30 ديسمبر.

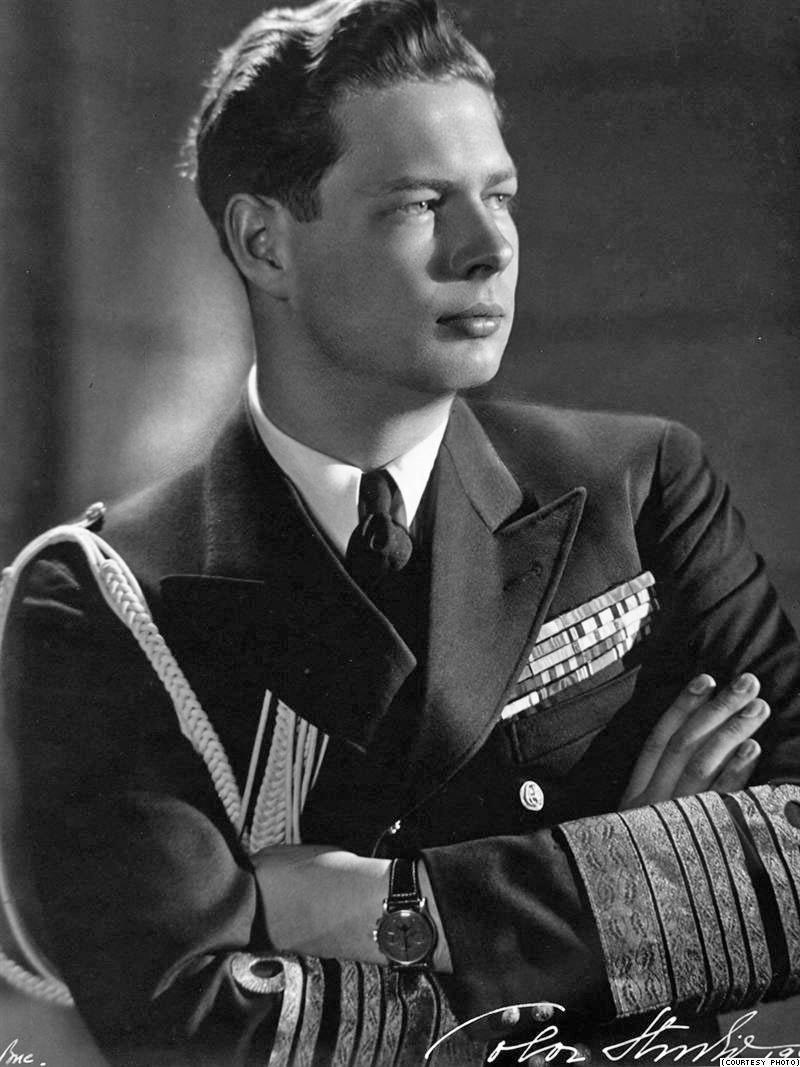
الملك ميخائيل في شبابه

- عاش ميخائيل بعد ذلك في المنفى.

## معرض صور

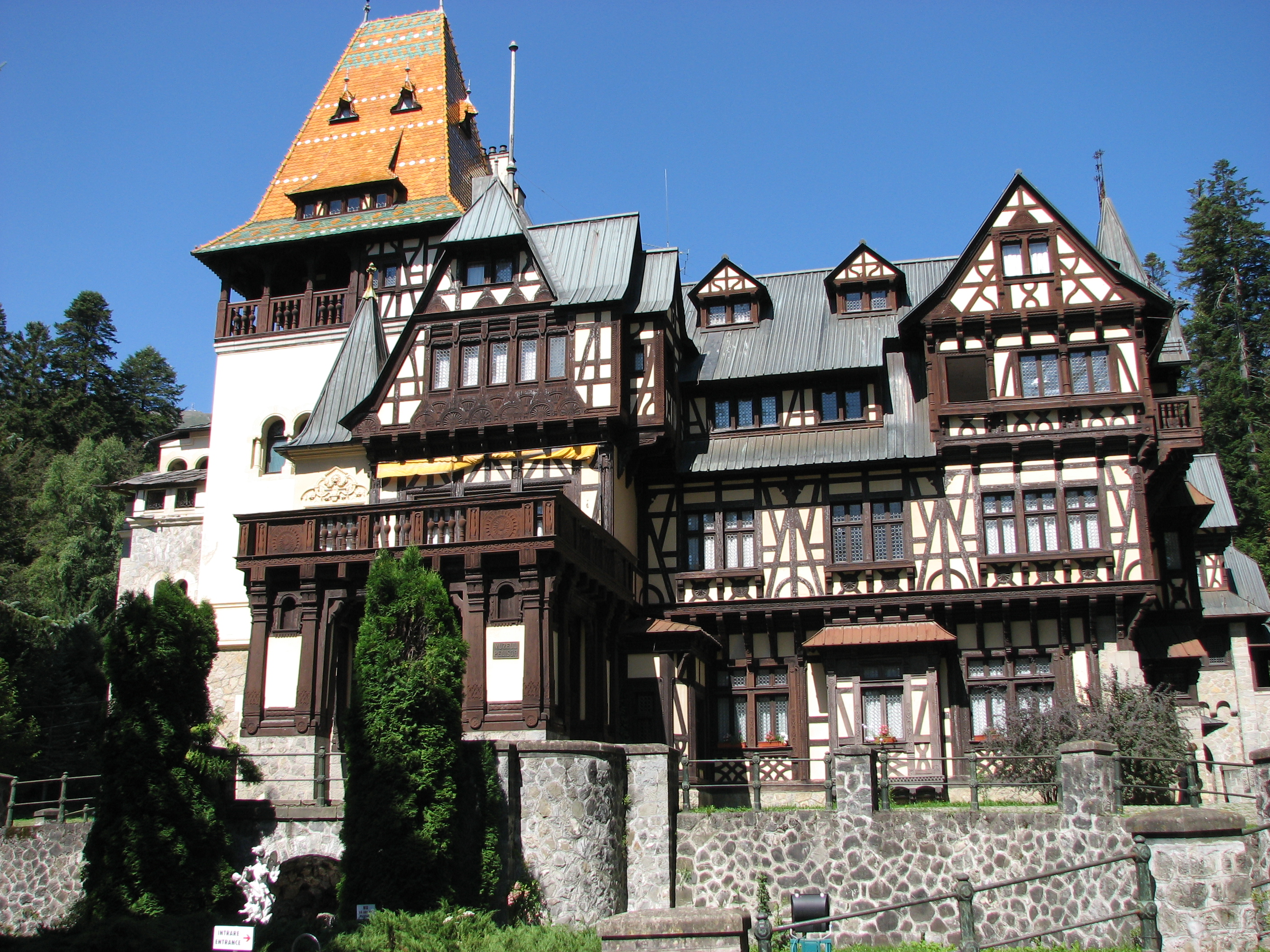
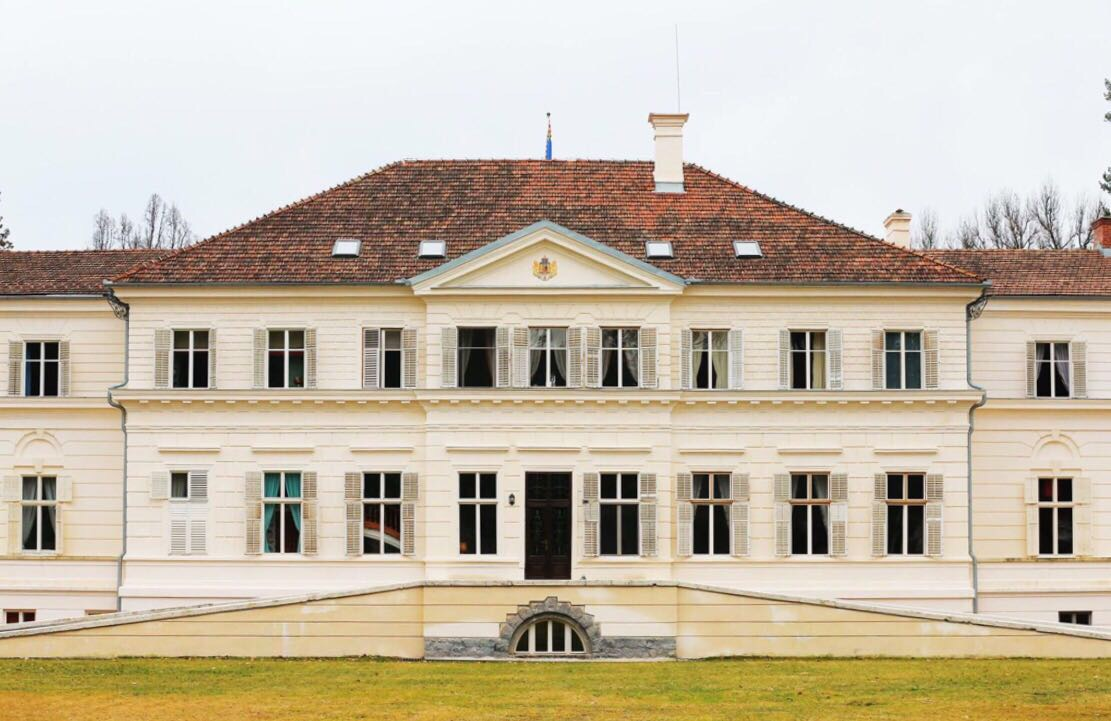
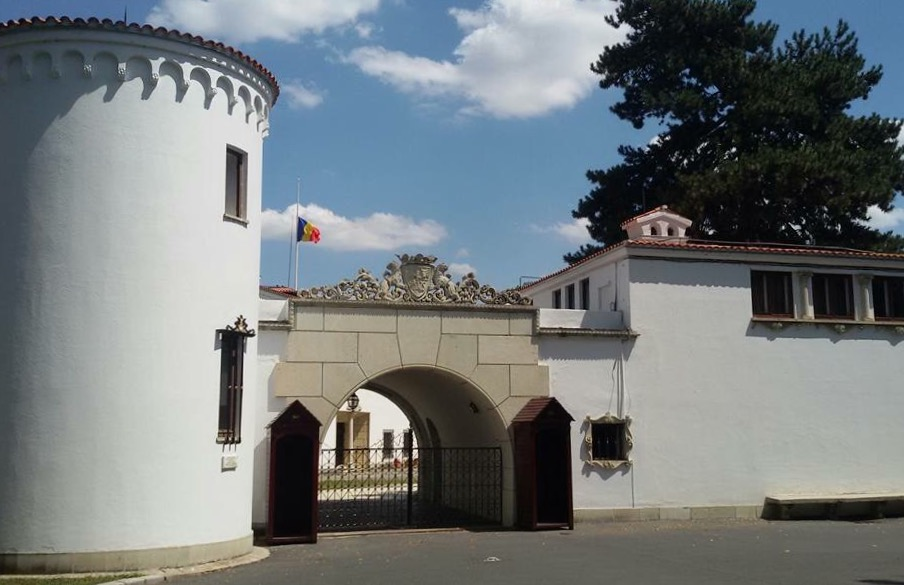
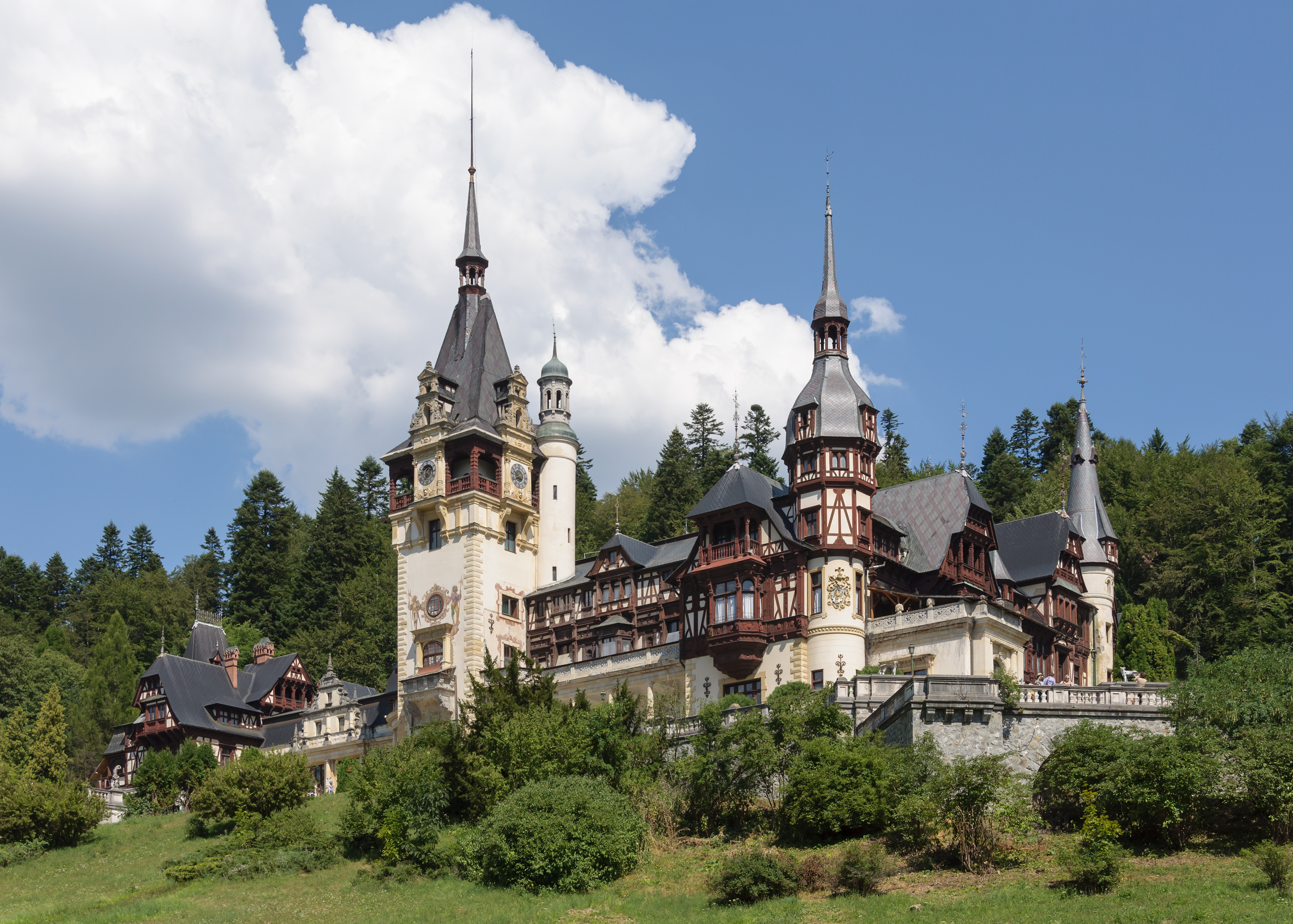

## روابط خارجية
- ميخائيل ملك رومانيا على موقع الموسوعة البريطانية (الإنجليزية)
- ميخائيل ملك رومانيا على موقع مونزينجر (الألمانية)
- ميخائيل ملك رومانيا على موقع إن إن دي بي (الإنجليزية)